# Луїс Енрікес
Луїс Енрікес (ісп. Luis Henríquez, нар. 23 листопада 1981, Панама) — панамський футболіст, захисник клубу «Тауро».
Виступав, зокрема, за клуб «Лех», а також національну збірну Панами.
Дворазовий чемпіон Польщі. Володар Кубка Польщі.

## Клубна кар'єра
У дорослому футболі дебютував 2001 року виступами за команду клубу «Спортінг» (Сан-Мігеліто), в якій провів один сезон.
Згодом з 2003 по 2007 рік грав у складі команд клубів «Арабе Унідо», «Енвігадо» та «Тауро».
Своєю грою за останню команду привернув увагу представників тренерського штабу клубу «Лех», до складу якого приєднався 2007 року. Відіграв за команду з Познані наступні вісім сезонів своєї ігрової кар'єри.
До складу клубу «Тауро» приєднався 2015 року. Відтоді встиг відіграти за команду з Панами 18 матчів в національному чемпіонаті.

## Виступи за збірну
2003 року дебютував в офіційних матчах у складі національної збірної Панами. Наразі провів у формі головної команди країни 87 матчів, забивши 2 голи.
У складі збірної був учасником Золотого кубка КОНКАКАФ 2005 року в США, де разом з командою здобув «срібло», Золотого кубка КОНКАКАФ 2007 року в США, Золотого кубка КОНКАКАФ 2011 року в США, Золотого кубка КОНКАКАФ 2015 року в США і Канаді, на якому команда здобула бронзові нагороди, Кубка Америки 2016 року в США.

## Титули і досягнення
- Чемпіон Польщі (2):

«Лех»:  2009-10, 2014-15
- Володар Кубка Польщі (1):

«Лех»: 2008-09
- Срібний призер Золотого кубка КОНКАКАФ: 2005
- Бронзовий призер Золотого кубка КОНКАКАФ: 2015